# 福井聯足球會
福井聯足球會（Fukui United Football Club）是位於日本福井縣的職業成人足球俱樂部。它是旨在加入J聯賽的俱樂部之一。

## 簡介
由福井縣的志願者出資，由福井縣足球協會牽頭的福井聯隊，作為公司將接管因財政困難而於2018年解散的Saurcos福井管理法人旗下的“NPO福井J聯賽球隊創建協會”。有限公司成立於2019年1月11日。在2019年1月26日的新聞發布會上，新球隊名稱為福井聯足球會，並宣布將於2月1日正式開賽。公司宣布任命吉村一夫為運營福井聯合株式會社的社長，任命岐阜FC和V-Varen Nagasaki的總經理服部純一擔任總經理（GM）。目標是在2023年進入日本職業足球聯賽（J聯賽）。即使在2018年底NPO解散後，該團隊的活動仍在繼續，他們參加了Saurcos福井所屬的北信越足球聯賽的第一分區。